# Ólafur Pálsson
Ólafur Pálsson (født 7. august 1814 í Ásum í Skaftártungu, død 4. august 1876) var herredsprovst og præst ved domkirken i Reykjavik 1854-71, præst i Melstað fra 1871 til sin død. Provst í Mýraprófastsdæmi (Mýra provsti) 1851-54, í Kjalarnesprófastsdæmi 1856-71 og í Húnavatnsprófastsdæmi frá 1872 til sin død. Han var medlem af Altinget 1867-76.
Han var lærer 1834-37. I sommeren 1841 rejste han tillige med den senere politiker Jón Sigurðsson på det Arnamagnæanske Legats og Det kongelige Nordiske Oldskriftselskabs bekostning 3 måneder til Stockholm og Uppsala for der at undersøge de derværende islandske håndskriftsamlinger. Her afskrev han en række håndskrifter. 
I 1897-1900 udgav V. Gödel Katalog ofver Kongl. Bibliotekets fornisländska och fornnorska handskrifter, en forkortet svensk udgave af de studier, som Sigurðsson på egne og Pálssons vegne tidligere havde offentliggjort, indirekte et vidnedsbyrd om betydningen for udforskningen af Islands historie af deres rejse.